# Mbatop
Mbatop est une localité du Cameroun située dans la Région du Sud-Ouest et le département de la Manyu. Elle est rattachée administrativement à la commune d'Eyumodjock et au canton de Kembong.

## Population
La localité comptait 176 habitants en 1953, 220 en 1967, principalement Ejagham.
Lors du recensement de 2005 on y a dénombré 297 personnes.